# O lume nouă și ciudată (Star Trek: Enterprise)
„O lume nouă și ciudată” (titlu original: „Strange New World”) este al patrulea episod din primul sezon al serialului TV american științifico-fantastic Star Trek: Enterprise. A avut premiera la 10 octombrie 2001.
Episodul a fost regizat de David Livingston după un scenariu de Mike Sussman și Phyllis Strong bazat pe o poveste de Rick Berman și Brannon Braga.

## Prezentare
O furtună îi blochează pe membrii unei echipe de debarcare pe o planetă extraterestră, unde niște spori le cauzează un episod psihotic. 

## Actori ocazionali
- Kellie Waymire - Crewman Elizabeth Cutler[3]
- Henri Lubatti - Crewman Ethan Novakovich
- Rey Gallegos - Crewman